# Осипенко, Александр Харитонович
Але́сь Осипе́нко (наст. — Алекса́ндр Харито́нович Осипе́нко) (бел. Але́сь Асіпе́нка (Алякса́ндр Харыто́навіч Асіпе́нка); 1919—1994) — белорусский советский прозаик, кинодраматург. Заслуженный работник культуры Белорусской ССР (1979). Лауреат Премии Ленинского комсомола Белорусской ССР (1974). Лауреат Литературной премии имени Ивана Мележа (1981). Член Союза писателей СССР (1957).

## Биография
Родился 7 сентября 1919 года в крестьянской семье в деревне Пушкари (ныне — Витебский район, Витебская область, Беларусь).
Учился на историческом факультете Витебского педагогического института (1939—1940). Работал учителем в Рудаках под Витебском (1940—1941). В 1942 году — партизан, помощник комиссара по комсомолу партизанского отряда № 7 бригады Алексея Данукалова на Витебщине. В декабре 1942 года отправлен за линию фронта на лечение, учился в школе партизанского движения, на партийно-советских курсах. В 1943 году направлен на комсомольскую работу в Горецкий район Могилёвской области. С 1944 года — корреспондент, литературный сотрудник, заведующий отделом, заместитель редактора газеты «Чырвоная змена». В 1955 году заочно окончил исторический факультет Минского педагогического института имени М. Горького. В 1953—1972 годах — заведующий отдела, ответственный секретарь, заместитель главного редактора, главный редактор литературного журнала «Маладосць». В 1972—1976 годах — главный редактор сценарного отделения киностудии «Беларусьфильм». В 1976—1980 годах — главный редактор еженедельной газеты «Літаратура і мастацтва».

## Творчество
Основная тематика творчества — героизм советских людей в борьбе с нацизмом, партизанское движение в Беларуси, восстановление народного хозяйства в послевоенное время (роман «Вогненны азімут», повести «Жыта», «Два дні і дзве ночы», рассказы), социальные и морально-этические проблемы послевоенного советского общества, воспитание молодёжи (повести «Дысертацыя», «Няроўнай дарогай», «Паплавы», «Абжыты кут», роман «Непрыкаяны маладзік», рассказы).

### Сборники рассказов и повестей
- бел. «Лёд растае» («Лёд растает») (1958)
- бел. «Подых кветак і працы» («Дыхание цветов и труда») (1960)
- бел. «Дарога ў даль» («Дорога в даль») (1962)
- бел. «Крокі» («Шаги») (1971)
- бел. «Парогі» («Пороги») (1973)
- бел. «Абжыты кут» («Обжитый угол») (1964)
- бел. «Жыта» («Жито») (1968)
- бел. «Канец бабінага лета» («Конец бабьего лета») (1975)
- бел. «Два дні і дзве ночы» («Два дня и две ночи») (1977)
- бел. «Пяцёра адважных» («Пятёрка отважных») (1985)

### Романы
- бел. «Вогненны азімут» («Огненный азимут») (1966)
- бел. «Непрыкаяны маладзік» («Неприкаянный месяц») (1974, полное издание 1982)
- бел. «Святыя грэшнікі» («Святые грешники») (1988)

### Собрание сочинений
- бел. «Выбраныя творы ў 2 тамах» («Избранные приведения в 2 томах») (1979)
- бел. «Выбраныя творы ў 3 тамах» («Избранные приведения в 3 томах») (1989—1990)

### В переводе на русский язык
- Осипенко, А. Огненный азимут : роман / А. Осипенко; авторизован. перевод с белорус. П. Кобзаревского. — Минск : Беларусь, 1969. — 344 с.
- Осипенко, А. Белый камень : рассказы и повести / А. Осипенко; авторизован. перевод с белорус. В. Щедриной. — Москва : Молодая гвардия, 1974. — 255 с.
- Осипенко, А. Неприкаянный месяц : роман / А. Осипенко; авторизован. перевод с белорус. М. Горбачева. — Москва : Советский писатель, 1975. — 320 с.
- Осипенко, А. Жито ; Обжитый угол / А. Осипенко; авторизован. перевод с белорус. — Минск : Мастацкая літаратура, 1975. — 384 с.
- Осипенко, А. Пятерка отважных / А. Осипенко; авторизован. перевод с белорус. Л. Н. Теляк, В. А. Жиженко. — Минск : Юнацтва, 1990. — 285 с.

## Сценарии
- 1971 «Пятёрка отважных» (режиссёр Л. В. Мартынюк, «Беларусьфильм»)
- 1974 «Ясь и Янина» (совместно с С. Г. Поляковым, режиссёр Ю. Н. Цветков, «Беларусьфильм»)
- 1980 «Третьего не дано» (совместно с И. Я. Болгариным и М. Я. Пятигорской, режиссёр И. М. Добролюбов, «Беларусьфильм»)
- 1980 «Каждый третий» (совместно с Н. С. Сафаровым, режиссёр Э. И. Хачатуров, «Беларусьфильм», «Узбекфильм»)
- 1982 «Конец бабьего лета» (режиссёр Д. Л. Нижниковская, «Беларусьфильм»)
- 1986 «Тревоги первых птиц» (режиссёр Д. Л. Нижниковская, «Беларусьфильм»)

## Награды и звания
- Орден Трудового Красного Знамени (дважды)
- Орден Знак Почёта
- Орден Отечественной войны 1 степени
- Орден Отечественной войны 2 степени(1985)[3].
- Медали
- Заслуженный работник культуры Белорусской ССР (1979)
- Лауреат Премии Ленинского комсомола Белорусской ССР (1974) за литературную запись книги А. Денисевича «Орлиное племя»
- Лауреат Литературной премия Белорусской ССР имени Ивана Мележа (1981) за книгу «Непрыкаяны маладзік»
- Грамота Президиума Верховного Совета Белорусской ССР
- Почётная грамота Президиума Верховного Совета Белорусской ССР
- Почётная грамота Президиума Верховного Совета Литовской ССР